# Ондар, Эдуард Борисович
Эдуард Борисович Ондар (тув. Эдуард Борис оглу Ондар, род. 23 июня 1971) — российский актёр. Народный артист Республики Тыва (2012). Заслуженный артист России (2019).

## Биография
Эдуард (Тадырыкбай) Ондар родился 23 июня 1971 года в Республике Тыва.
Заслуженный артист Республики Тыва. В 1994 году окончил СПбГАТИ (мастерская А. С. Шведерского). Работает в Музыкально-драматическом театре имени В. Кок-Оола Республики Тыва. В кино впервые снялся в роли молодого Чингисхана в российско-монгольском кинопроекте режиссёра Андрея Борисова «Тайна Чингис Хаана» в 2009 году.

## Спектакли
- Кентавр
- Лопахин
- Маугли

## Фильмография[3]
- 2008 - Колесо (Очалаң) — молодой кузнец
- 2009 - Тайна Чингис Хаана — Тимуджин/Чингисхан в молодости
- 2012 - Войско Мын Бала — Предводитель джунгар (Казахстан)
- 2015 - Кенже / Младший (Казахстан)
- 2018 - Легенда пустыни Гоби